# Liste des monuments historiques d'Auxerre
Ce tableau présente la liste de tous les monuments historiques classés ou inscrits dans la ville d'Auxerre, dans le département de l'Yonne, en France.

## Liste
| Monument                                        | Adresse                                           | Coordonnées                      | Notice         | Protection     | Date      | Illustration                                   |
| ----------------------------------------------- | ------------------------------------------------- | -------------------------------- | -------------- | -------------- | --------- | ---------------------------------------------- |
| Abbaye Saint-Germain                            | 2 bis place Saint-Germain                         | 47° 48′ 02″ nord, 3° 34′ 23″ est | « PA00113579 » | Classé         | 1971      | Abbaye Saint-Germain                           |
| Abbaye Saint-Pierre                             | impasse Saint-Pierre                              | 47° 47′ 43″ nord, 3° 34′ 31″ est | « PA00113580 » | Inscrit        | 1972      | Abbaye Saint-Pierre                            |
| Bâtiment de la Turbine                          | Allée Jean-Jacques Laubry                         | 47° 47′ 26″ nord, 3° 33′ 35″ est | « PA00113984 » | Inscrit        | 1992      | Bâtiment de la Turbine                         |
| Borne-colonne                                   | avenue du Maréchal Juin                           | 47° 47′ 34″ nord, 3° 35′ 17″ est | « PA00113581 » | Classé         | 1958      | Borne-colonne                                  |
| Cathédrale Saint-Étienne                        | Place de la Cathédrale                            | 47° 47′ 52″ nord, 3° 34′ 22″ est | « PA00113586 » | Classé         | 1840      | Cathédrale Saint-Étienne                       |
| Centre hospitalier spécialisé de l'Yonne        | 2, 4 avenue Charles-de-Gaulle                     | 47° 48′ 10″ nord, 3° 34′ 02″ est | « PA89000030 » | Inscrit        | 2002      | Centre hospitalier spécialisé de l'Yonne       |
| Chapelle de la Madeleine                        | 1 rue Marcellin Berthelot                         | 47° 47′ 36″ nord, 3° 34′ 17″ est | « PA00113582 » | Inscrit        | 1926      | Chapelle de la Madeleine                       |
| Château de Sparre                               | Avenue Gambetta                                   | 47° 47′ 47″ nord, 3° 34′ 54″ est | « PA00113583 » | Inscrit        | 1929      | Château de Sparre                              |
| Couvent des Ursulines                           | rue du Nil rue Michel Lepeletier-de-Saint-Fargeau | 47° 47′ 48″ nord, 3° 34′ 03″ est | « PA00113584 » | Inscrit        | 1929      | Couvent des Ursulines                          |
| Crypte Saint-Amâtre                             | 3bis rue d'Eckmühl                                | 47° 47′ 51″ nord, 3° 34′ 01″ est | « PA00113585 » | Inscrit        | 1975      | Image manquante Téléverser                     |
| Église Saint-Eusèbe                             | Place Saint-Eusèbe                                | 47° 47′ 39″ nord, 3° 34′ 06″ est | « PA00113587 » | Classé         | 1862      | Église Saint-Eusèbe                            |
| Église Saint-Pierre                             | Rue du Pont Ruelle Saint-Pierre                   | 47° 47′ 41″ nord, 3° 34′ 28″ est | « PA00113588 » | Classé         | 1862      | Église Saint-Pierre                            |
| Église des Ursulines                            | rue du Nil rue Michel Leppelletier                | 47° 47′ 48″ nord, 3° 34′ 02″ est | « PA00113589 » | Inscrit        | 1926      | Église des Ursulines                           |
| Église de Vaux                                  | Vaux                                              | 47° 45′ 20″ nord, 3° 35′ 25″ est | « PA00113590 » | Classé         | 1930      | Église de Vaux                                 |
| Ensemble canonial                               | sud de la cathédrale                              | 47° 47′ 52″ nord, 3° 34′ 25″ est | « PA00125335 » | Classé         | 1999      | Image manquante Téléverser                     |
| Hostellerie de la Grappe                        | 14 place Charles-Lepère                           | 47° 47′ 43″ nord, 3° 34′ 09″ est | « PA00113596 » | Classé         | 1924      | Hostellerie de la Grappe                       |
| Hôtel de Crôle                                  | 67 rue de Paris                                   | 47° 47′ 51″ nord, 3° 34′ 10″ est | « PA00113591 » | Inscrit        | 1929      | Hôtel de Crôle                                 |
| Hôtel Deschamps de Charmelieu                   | 1 rue de l'Égalité                                | 47° 47′ 40″ nord, 3° 34′ 04″ est | « PA00113592 » | Classé         | 1983      | Hôtel Deschamps de Charmelieu                  |
| Hôtel Leclerc de Fourolles                      | 2 rue du Lycée-Jacques-Amyot                      | 47° 47′ 58″ nord, 3° 34′ 09″ est | « PA89000025 » | Inscrit        | 2001      | Hôtel Leclerc de Fourolles                     |
| Immeuble                                        | 59 rue de Paris                                   | 47° 47′ 50″ nord, 3° 34′ 08″ est | « PA00113593 » | Inscrit        | 1957      | Immeuble                                       |
| Immeuble Hôtel Delye                            | 6 rue Soufflot                                    | 47° 47′ 40″ nord, 3° 33′ 59″ est | « PA00113594 » | Inscrit        | 1964      | ImmeubleHôtel Delye                            |
| Lycée Jacques-Amyot                             | rue Jacques-Amyot                                 | 47° 47′ 59″ nord, 3° 34′ 13″ est | « PA00132755 » | Inscrit        | 1994      | Lycée Jacques-Amyot                            |
| Maison                                          | 23 rue Fécauderie                                 | 47° 47′ 47″ nord, 3° 34′ 19″ est | « PA00113598 » | Classé Inscrit | 1925      | Maison                                         |
| Maison                                          | 28 rue Fécauderie                                 | 47° 47′ 47″ nord, 3° 34′ 20″ est | « PA00113599 » | Classé Inscrit | 1925      | Maison                                         |
| Maison                                          | 3 rue de l'Horloge                                | 47° 47′ 45″ nord, 3° 34′ 11″ est | « PA00113600 » | Inscrit        | 1929      | Maison                                         |
| Maison                                          | 5 place Robillard                                 | 47° 47′ 44″ nord, 3° 34′ 04″ est | « PA00113602 » | Classé         | 1923      | Maison                                         |
| Maison de l'Arquebuse d'Auxerre                 | Place de l'Arquebuse                              | 47° 47′ 31″ nord, 3° 33′ 56″ est | « PA00113595 » | Classé         | 1947      | Maison de l'Arquebuse d'Auxerre                |
| Maison du coche d'eau                           | Place Courtet                                     | 47° 47′ 48″ nord, 3° 32′ 57″ est | « PA00113597 » | Classé         | 1923      | Maison du coche d'eau                          |
| Maison de Marie Noël                            | 1 rue Marie-Noël                                  | 47° 47′ 40″ nord, 3° 34′ 21″ est | « PA00113601 » | Inscrit        | 1986      | Maison de Marie Noël                           |
| Monument aux morts                              | Rue du Temple Boulevard Davout                    | 47° 47′ 32″ nord, 3° 34′ 05″ est | « PA89000061 » | Classé         | 2020      | Monument aux morts                             |
| Monument à Surugue                              | Boulevard de la Chaînette                         | 47° 48′ 06″ nord, 3° 34′ 23″ est | « PA89000062 » | Inscrit        | 2016      | Monument à Surugue                             |
| Palais épiscopal hôtel de préfecture de l'Yonne |                                                   | 47° 47′ 53″ nord, 3° 34′ 26″ est | « PA00113603 » | Classé         | 1846      | Palais épiscopalhôtel de préfecture de l'Yonne |
| Passage couvert Manifacier                      | Rue Fécauderie Rue des Boucheries                 | 47° 47′ 46″ nord, 3° 34′ 17″ est | « PA00113604 » | Inscrit        | 1975 2001 | Passage couvert Manifacier                     |
| Porte de ville                                  | Rue du Quatre-Septembre                           | 47° 47′ 55″ nord, 3° 34′ 23″ est | « PA00113605 » | Inscrit        | 1929      | Porte de ville                                 |
| Séminaire chapelle des Visitandines             | 94 rue de Paris                                   | 47° 47′ 55″ nord, 3° 34′ 09″ est | « PA00113606 » | Classé         | 1909      | Séminairechapelle des Visitandines             |
| Théâtre municipal                               | 54 rue Joubert                                    | 47° 47′ 42″ nord, 3° 34′ 24″ est | « PA89000050 » | Inscrit        | 2012      | Théâtre municipal                              |
| Tour de l'Horloge                               | Rue de l'Horloge                                  | 47° 47′ 45″ nord, 3° 34′ 11″ est | « PA00113607 » | Classé         | 1862      | Tour de l'Horloge                              |